# Rudolf Alting
Rudolf Alting († Eelde, 16 juni 1589) was een Nederlandse schulte.
Alting was een afstammeling van Menso Alting, raadsheer van Reinold van Gelder. Zijn bijnaam Luefooge kwam van zijn grootvader van moederskant Rudolf Luefooge, schulte van Eelde. Alting werd net als zijn grootvader benoemd tot schulte van Eelde. Hij trouwde met Emika van Schierbeek, dochter van de schulte van Sleen. Uit dit huwelijk werden negen kinderen geboren, waaronder zes jongens. Na zijn overlijden in 1589 stelde geen van zijn zoons zich beschikbaar om hem op te volgen. Een van hun zonen was de Drentse kerkhervormer Menso Alting. In 1604 werd zijn aangetrouwde neef Willem Jacobs, die de naam van zijn vrouw Alting aannam, schulte van Eelde.